# Kényszer (jog)
A kényszer az állam jogosítványa – jogszabályi keretek között – olyan esetekben, amikor az (állam)polgárok nem engedelmeskednek a döntéseknek.
Bibó István nyomán (Kényszer, jog, szabadság c. könyve alapján): a jog lényegét a fizikai vagy lelki kényszerben, a szankcióban kell keresni. A jogi szankcióra, más társadalmi normák által gyakorolt kényszerrel szemben, nagyobb fokú kiszámíthatóság, bizonyosság, illetve előfeltételeiben szabályozottság, határozott körülírtság jellemző. A jogi szankció a többi társadalmi szabály szankcióitól az “objektivitás fokában” különbözik. Vagyis a jogi szankció testesíti meg a “legobjektívebb kényszert”.
A kényszer alkalmazása mindenki más részéről: bűncselekmény.
A magyar Btk. és a szabálysértési törvény szerint a kényszer büntethetőséget kizáró ok. Szabálysértés miatt nem vonható felelősségre, illetve bűncselekmény miatt nem büntethető az, aki a cselekményt olyan kényszer hatása alatt követi el, amely miatt képtelen az akaratának megfelelő magatartásra.
A polgári jog szabályai szerint a fizikai kényszer hatására kötött szerződés érvénytelen (semmis).
A nemzetközi jog mai felfogása szerint – amely az erőszak alkalmazásának és az azzal való fenyegetésnek a tilalmára épül – az erőszak hatására vagy azzal való fenyegetéssel kötött nemzetközi szerződés érvénytelen (semmis). Viszont a háború lezárása érdekében alkalmazott fegyveres kényszer az agresszorral szembeni legitim eszköz. Így a békeszerződés kivétel az erőszak hatására kötött szerződések között.